# Les Essarts-lès-Sézanne
Pour les articles homonymes, voir Les Essarts.
Les Essarts-lès-Sézanne est une commune française, située dans le département de la Marne en région Grand Est.

## Géographie
| Morsains, Le Gault-Soigny | Charleville         |       |
| Champguyon                | Essarts-lès-Sézanne | Lachy |
| La Noue                   | Mœurs-Verdey        |       |

### Hydrographie

#### Réseau hydrographique
La commune est dans la région hydrographique « la Seine de sa source au confluent de l'Oise (exclu) » au sein du bassin Seine-Normandie. Elle est drainée par le Fossé 01 de la commune du Gault-Soigny et le ru de Louva,.

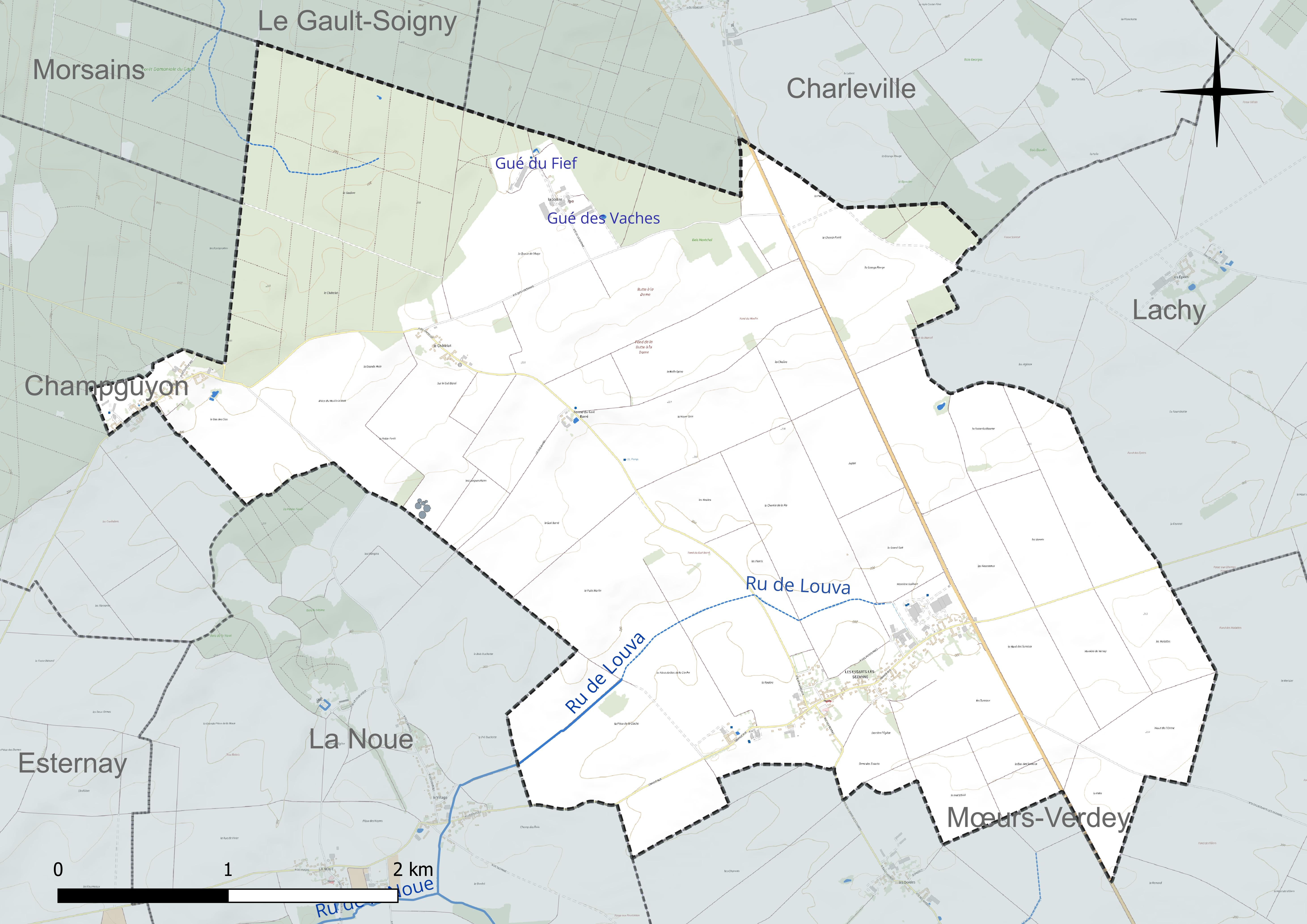
Réseau hydrographique des Essarts-lès-Sézanne.

Deux plans d'eau complètent le réseau hydrographique : Gué des Vaches (0,1 ha) et Gué du Fief (0 ha),.

#### Gestion et qualité des eaux
Le territoire communal est couvert par le schéma d'aménagement et de gestion des eaux (SAGE) « Petit et Grand Morin ». Ce document de planification concerne le territoire des bassins versants du Petit Morin (630 km2) et du Grand Morin (1 185 km2) et se répartit sur trois départements (la Marne, l'Aisne et la Seine-et-Marne). Il a été approuvé le 21 octobre 2016. La structure porteuse de l'élaboration et de la mise en œuvre est le Syndicat mixte d'aménagement et de gestion des eaux (SMAGE) - EPAGE. 
La qualité des cours d’eau peut être consultée sur un site dédié géré par les agences de l’eau et l’Agence française pour la biodiversité. 

### Climat
Pour des articles plus généraux, voir Climat du Grand Est et Climat de la Marne.
En 2010, le climat de la commune est de type climat océanique dégradé des plaines du Centre et du Nord, selon une étude du Centre national de la recherche scientifique s'appuyant sur une série de données couvrant la période 1971-2000. En 2020, Météo-France publie une typologie des climats de la France métropolitaine dans laquelle la commune est exposée à un climat océanique altéré et est dans la région climatique  Nord-est du bassin Parisien, caractérisée par un ensoleillement médiocre, une pluviométrie moyenne régulièrement répartie au cours de l’année et un hiver froid (3 °C). 
Pour la période 1971-2000, la température annuelle moyenne est de 10,2 °C, avec une amplitude thermique annuelle de 15,8 °C. Le cumul annuel moyen de précipitations est de 739 mm, avec 12,2 jours de précipitations en janvier et 8 jours en juillet. Pour la période 1991-2020, la température moyenne annuelle observée sur la station météorologique de Météo-France la plus proche, « Esternay-Man », sur la commune d'Esternay à 7 km à vol d'oiseau, est de 10,9 °C et le cumul annuel moyen de précipitations est de 780,5 mm. 
La température maximale relevée sur cette station est de 42,5 °C, atteinte le 25 juillet 2019 ; la température minimale est de −25 °C, atteinte le 14 février 1956,,. 
Les paramètres climatiques de la commune ont été estimés pour le milieu du siècle (2041-2070) selon différents scénarios d'émission de gaz à effet de serre à partir des nouvelles projections climatiques de référence DRIAS-2020. Ils sont consultables sur un site dédié publié par Météo-France en novembre 2022.

## Urbanisme

### Typologie
Au 1er janvier 2024, Les Essarts-lès-Sézanne est catégorisée commune rurale à habitat très dispersé, selon la nouvelle grille communale de densité à sept niveaux définie par l'Insee en 2022.
Elle est située hors unité urbaine. Par ailleurs la commune fait partie de l'aire d'attraction de Sézanne, dont elle est une commune de la couronne,. Cette aire, qui regroupe 37 communes, est catégorisée dans les aires de moins de 50 000 habitants,.

### Occupation des sols
L'occupation des sols de la commune, telle qu'elle ressort de la base de données européenne d’occupation biophysique des sols Corine Land Cover (CLC), est marquée par l'importance des territoires agricoles (81,7 % en 2018), une proportion sensiblement équivalente à celle de 1990 (81,8 %). La répartition détaillée en 2018 est la suivante : 
terres arables (80,6 %), forêts (15,9 %), zones urbanisées (2,4 %), prairies (1,1 %). L'évolution de l’occupation des sols de la commune et de ses infrastructures peut être observée sur les différentes représentations cartographiques du territoire : la carte de Cassini (XVIIIe siècle), la carte d'état-major (1820-1866) et les cartes ou photos aériennes de l'IGN pour la période actuelle (1950 à aujourd'hui).

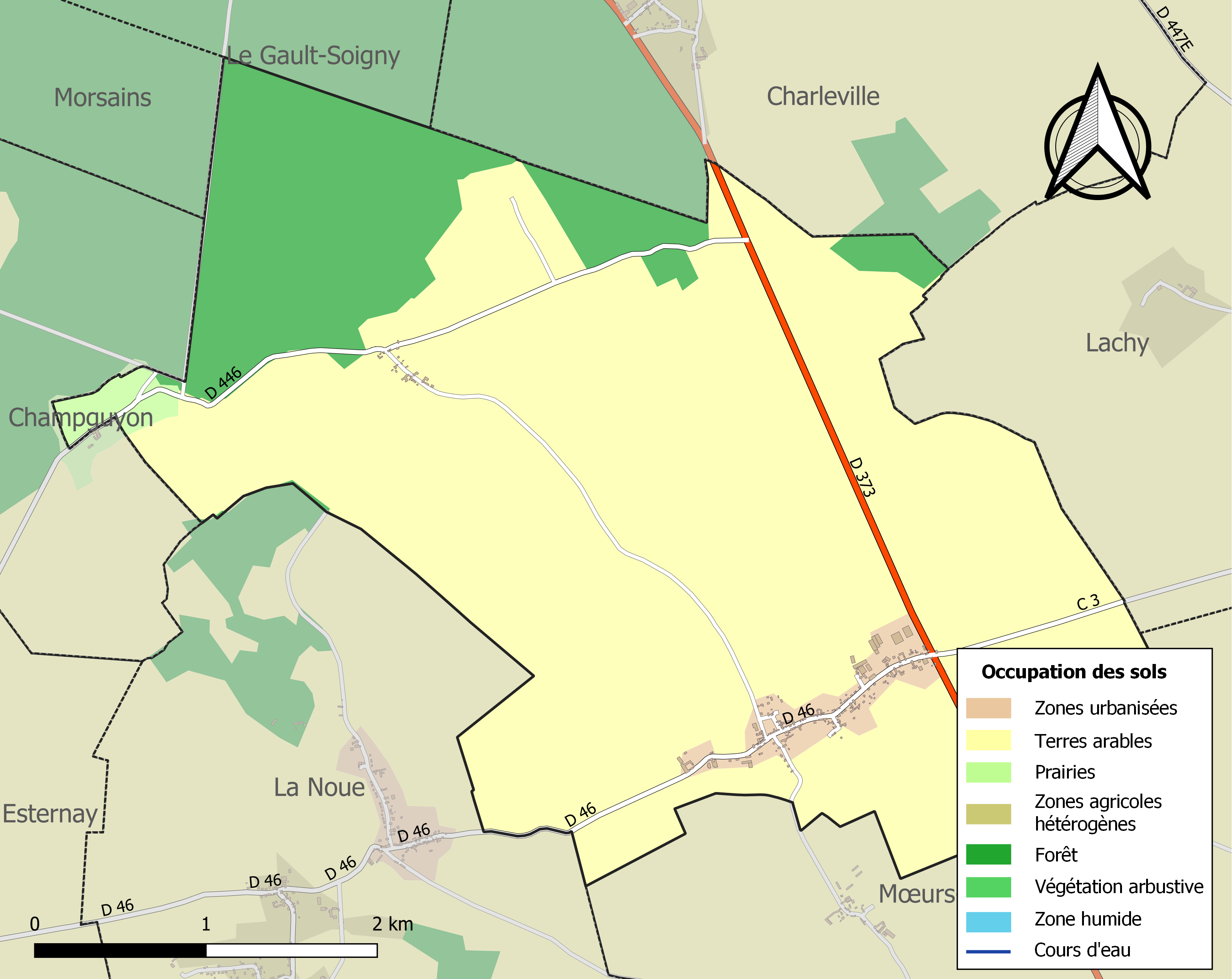
Carte des infrastructures et de l'occupation des sols de la commune en 2018 (CLC).

## Toponymie
Le nom de la localité est attesté sous les formes Exarta (1179) ; Essart, Essarz (commencement du XIIIe siècle) ; Essarta (1220) ; Villa dicti capituli [Trecensis] que dicitur li Essart (1262) ; La parroche des Essars (1339) ; Les Essars lez ledit Sézanne (1502) ; Les Essartz-lès-Sézanne (1556) ; Les Essarts (1700) ; Les Essards (1728) ; Les Grands-Essarts ou Les Essarts-sous-Sézanne, Essarti, Essarta subtus Sezannam… (1784).

Le terme Essarts ou Essards a pour origine les grands défrichements et déboisements du Moyen Âge, où l'accroissement de la population entraîna le besoin de gagner de l'espace sur la forêt. Certaines des nouvelles communes ainsi créées furent nommées Essart, du verbe essarter, signifiant défricher.
La préposition « lès » permet de signifier la proximité d'un lieu géographique par rapport à un autre lieu. En règle générale, il s'agit d'une localité qui tient à se situer par rapport à une ville voisine plus grande. La commune française de Les Essarts indique qu'elle se situe près de Sézanne.

## Histoire
Lors de la Première Guerre mondiale, la commune subit la bataille de la Marne. Le 7 septembre 1914, 7 soldats sont accusés d'avoir abandonné leur poste par lâcheté et condamnés à être fusillés pour l'exemple. Cependant, 3 des 7 condamnés échappent à la mort malgré deux salves. L'un meurt, un autre a un sort incertain. Le dernier  finit par retourner au combat. les 7 soldats sont réhabilités en 1926.
En 1966, une partie de la commune de Verdey est rattachée aux Essarts (le reste de Verdey est partagé entre Lachy et Mœurs-Verdey).

## Politique et administration
| Période                                  | Période                     | Identité        | Étiquette | Qualité                          |
| ---------------------------------------- | --------------------------- | --------------- | --------- | -------------------------------- |
| Les données manquantes sont à compléter. |                             |                 |           |                                  |
| avant 1995                               | ?                           | Alain Gimonnet  | DVD       |                                  |
| 2001                                     | En cours (au 4 juillet 201) | Annick Lasseaux |           | Réélue pour le mandat 2014-2020, |

## Démographie
L'évolution du nombre d'habitants est connue à travers les recensements de la population effectués dans la commune depuis 1793. Pour les communes de moins de 10 000 habitants, une enquête de recensement portant sur toute la population est réalisée tous les cinq ans, les populations de référence des années intermédiaires étant quant à elles estimées par interpolation ou extrapolation. Pour la commune, le premier recensement exhaustif entrant dans le cadre du nouveau dispositif a été réalisé en 2008.

En 2022, la commune comptait 242 habitants, en évolution de −6,56 % par rapport à 2016 (Marne : −1,19 %, France hors Mayotte : +2,11 %).
| 1793 | 1800 | 1806 | 1821 | 1831 | 1836 | 1841 | 1846 | 1851 |
| ---- | ---- | ---- | ---- | ---- | ---- | ---- | ---- | ---- |
| 364  | 311  | 350  | 341  | 362  | 403  | 435  | 420  | 422  |

| 1856 | 1861 | 1866 | 1872 | 1876 | 1881 | 1886 | 1891 | 1896 |
| ---- | ---- | ---- | ---- | ---- | ---- | ---- | ---- | ---- |
| 453  | 445  | 437  | 401  | 411  | 428  | 408  | 409  | 400  |

| 1901 | 1906 | 1911 | 1921 | 1926 | 1931 | 1936 | 1946 | 1954 |
| ---- | ---- | ---- | ---- | ---- | ---- | ---- | ---- | ---- |
| 383  | 380  | 361  | 326  | 302  | 318  | 296  | 302  | 256  |

| 1962 | 1968 | 1975 | 1982 | 1990 | 1999 | 2006 | 2008 | 2013 |
| ---- | ---- | ---- | ---- | ---- | ---- | ---- | ---- | ---- |
| 210  | 183  | 169  | 150  | 226  | 234  | 260  | 268  | 268  |

| 2018 | 2022 | - | - | - | - | - | - | - |
| ---- | ---- | - | - | - | - | - | - | - |
| 251  | 242  | - | - | - | - | - | - | - |

## Lieux et monuments

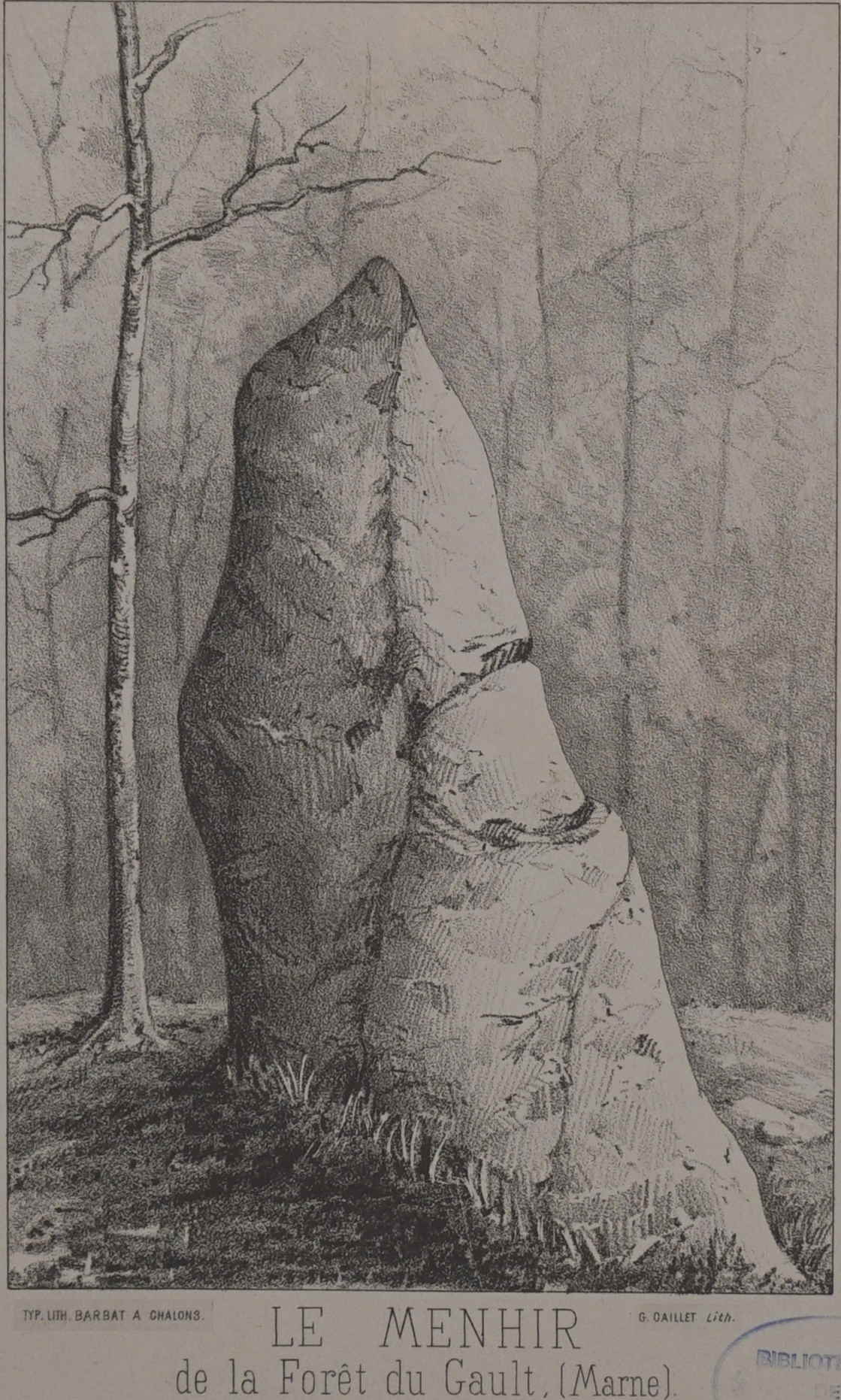
Menhir de la forêt du Gault.

- Dans la forêt du Gault (ancienne partie nord de la forêt de la Traconne), une colonne de grès fut érigée sous le règne de Louis XV de France.
- Le menhir de l'Hermite. Ce menhir se trouve au hameau de l'Hermite, au croisement de la route arrivant au Châtelot et celle provenant de La Noue. Ce menhir, peu courant dans la région, est un bloc de grès de près de sept tonnes en forme de pyramide à trois faces inégales. Il est considéré comme une pierre celtique ou druidique érigée en hommage à un chef celte mort au combat.[réf. nécessaire]